# Херналс
Херналс (на немски: Hernals) е седемнадесетият окръг на Виена. Населението му е 57 302 жители (по приблизителна оценка от януари 2019 г.).

## Подразделения
- Дорнбах
- Нойвалдег
- Херналс